# Phaonia kobica
Phaonia kobica este o specie de muște din genul Phaonia, familia Muscidae, descrisă de Johann Andreas Schnabl și Dziedzicki în anul 1911. Conform Catalogue of Life specia Phaonia kobica nu are subspecii cunoscute.